# Étienne Chevalier

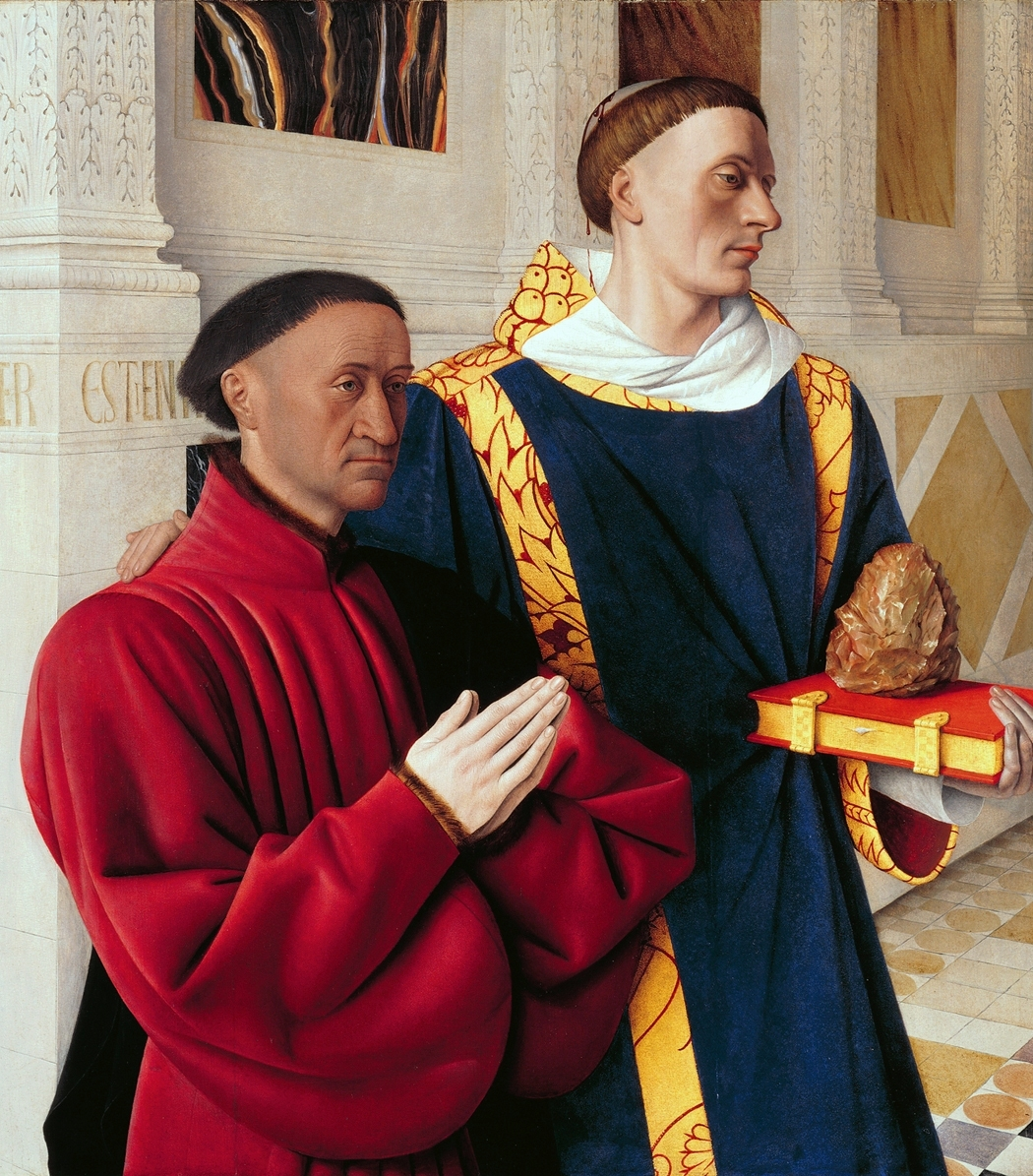
Étienne Chevalier och sankt Stefanos, från Melundiptyken, av Jean Fouquet, omkring 1456, Gemäldegalerie, Berlin.

Étienne Chevalier, född omkring 1410 i Melun, död 1474, var en fransk ämbetsman. Chevalier började sin ämbetsbana hos Karl VII kort efter att Jeanne d'Arc vunnit riket åt kungen. Han var 1445 fransk ambassadör i England, och utnämndes 1451 till riksskattmästare.